# Kak (groupe)
Pour les articles homonymes, voir Kak.
Kak est un éphémère groupe américain de rock, originaire de Davis, en Californie. Le groupe se composait de Joseph Damrell (basse, sitar, tambourin, chœurs), Gary Lee Yoder (chant, guitare), Dehner E. Patten (guitare) et Chris Lockheed (batterie, tabla, clavecin, maracas, chant).

## Historique
Le groupe est formé en 1968 à Davis, en Californie, mais est basé à San Francisco pour une bonne partie de l'année, quand ils enregistrent leur unique album. Lors d'un entretien en 2011, Chris Lockheed explique que le nom du groupe, Kak, signifie « poussière » en sanskrit. Le chanteur, guitariste, auteur-compositeur et primaire Gary Lee Yoder et le guitariste Dehner Patten viennent de la musique psychédélique et avaient participé à plusieurs concerts sur la scène psychédélique de San Francisco. Leur musique rock psychédélique coloré porte beaucoup d'influences des plus grands groupes de rock du moment. 
L'album éponyme Kak, publié en 1969, est orienté psychédélique et inspiré par des groupes de la Bay Area, en particulier Moby Grape,. L'album est peu vendu et a eu une petite promotion. 
Le groupe joue moins d'une douzaine de spectacles avant de se séparer au début de 1969, Damrell ayant déjà quitté avant la scission. L'album Kak finit par devenir un objet de collection cher, et est réédité en CD par Big Beat Records (avec le nouveau titre Kak-ola) en 1999 avec beaucoup de bonus, dont des démos acoustiques inédites et des pistes en solo de Yoder,.

## Discographie
- 1969 : Kak
- 1999 : Kak-Ola